# Antepipona osmania
Antepipona osmania är en stekelart som beskrevs av Gusenleitner 1986. Antepipona osmania ingår i släktet Antepipona och familjen Eumenidae. Inga underarter finns listade i Catalogue of Life.